# US Open 2004
Lo US Open 2004 è stata la 124ª edizione dello US Open e quarta prova stagionale dello Slam. Si è disputato dal 30 agosto al 12 settembre 2004 al USTA Billie Jean King National Tennis Center in Flushing Meadows di New York negli Stati Uniti.
Il singolare maschile è stato vinto dallo svizzero Roger Federer, che si è imposto sull'australiano Lleyton Hewitt col punteggio di 6–0, 7–6(3), 6–0. Il singolare femminile è stato vinto dalla russa Svetlana Kuznecova, che ha battuto in finale la connazionale Elena Dement'eva. 
Nel doppio maschile si sono imposti Mark Knowles e Daniel Nestor. Nel doppio femminile hanno trionfato Virginia Ruano Pascual e Paola Suárez. 
Nel doppio misto la vittoria è andata alla russa Vera Zvonarëva, in coppia con Bob Bryan.

## Risultati

### Singolare maschile
Roger Federer ha battuto in finale  Lleyton Hewitt con il punteggio di 6–0, 7–6(3), 6–0.

### Singolare femminile
Svetlana Kuznecova ha battuto in finale  Elena Dement'eva con il punteggio di 6–3, 7–5.

### Doppio maschile
Mark Knowles /  Daniel Nestor hanno battuto in finale  Leander Paes /  David Rikl con il punteggio di 6–3, 6–3.

### Doppio femminile
Virginia Ruano Pascual /  Paola Suárez hanno battuto in finale  Svetlana Kuznecova /  Elena Lichovceva con il punteggio di 6–4, 7–5.

### Doppio misto
Vera Zvonarëva /  Bob Bryan hanno battuto in finale  Alicia Molik /  Todd Woodbridge con il punteggio di 6–3, 6–4.

## Junior

### Singolare ragazzi
Andy Murray ha battuto in finale  Serhij Stachovs'kyj con il punteggio di 6–4, 6–2.

### Singolare ragazze
Michaëlla Krajicek ha battuto in finale  Jessica Kirkland con il punteggio di 6–1, 6–1.

### Doppio ragazzi
Brendan Evans /  Scott Oudsema hanno battuto in finale  Andreas Beck /  Sebastian Rieschick con il punteggio di 4–6, 6–1, 6–2.

### Doppio ragazze
Marina Eraković /  Michaëlla Krajicek hanno battuto in finale  Mădălina Gojnea /  Monica Niculescu con il punteggio di 7–6(4), 6–0.